# 大東下内野テレビ中継局
大東下内野テレビ中継局（だいとうしもうちのテレビちゅうけいきょく）は、岩手県一関市の旧大東町域に置かれているテレビ中継局。

## 中継局概要

### デジタルテレビ放送
| リモコン 番号 | 放送局名               | チャンネル 番号 | 空中線 電力 | ERP  | 偏波面   | 放送対象地域 | 放送区域 内世帯数 | 運用開始日      |
| ------------- | ---------------------- | --------------- | ----------- | ---- | -------- | ------------ | ----------------- | --------------- |
| 1             | NHK 盛岡総合           | 38              | 10mW        | 57mW | 水平偏波 | 岩手県       | 約30世帯          | 2010年 10月31日 |
| 2             | NHK 盛岡教育           | 39              | 10mW        | 56mW | 水平偏波 | 全国         | 約30世帯          | 2010年 10月31日 |
| 4             | TVI テレビ岩手         | 41              | 10mW        | 56mW | 水平偏波 | 岩手県       | 約30世帯          | 2010年 10月31日 |
| 5             | IAT 岩手朝日テレビ     | 43              | 10mW        | 56mW | 水平偏波 | 岩手県       | 約30世帯          | 2010年 10月31日 |
| 6             | IBC 岩手放送           | 40              | 10mW        | 56mW | 水平偏波 | 岩手県       | 約30世帯          | 2010年 10月31日 |
| 8             | mit 岩手めんこいテレビ | 42              | 10mW        | 56mW | 水平偏波 | 岩手県       | 約30世帯          | 2010年 10月31日 |

- 所在地： 一関市大東町大原[1]
- 放送区域： 一関市の一部[1]
- 2010年9月28日に予備免許が交付され[3][4]、10月4日に試験電波を発射[4]。10月27日に本免許が交付され[2]、10月31日に本放送を開始した[2]。
- 当初、IATには中継局開設予定がなかった[5]が、2010年3月31日のロードマップの修正で開設予定となった[6]。また、IAT以外の民放局の中継局は自力建設困難とされていた[7]が、国の「無線システム普及支援事業（デジタルテレビ中継局整備事業）」による補助金の交付対象となり（IATは後発民放局のデジタル新局補助として）[8]、開設されることになった。

### アナログテレビ放送
| チャンネル 番号                                 | 放送局名               | 空中線 電力         | ERP                  | 偏波面   | 放送対象地域 | 放送区域 内世帯数 | 運用開始日     |
| ----------------------------------------------- | ---------------------- | ------------------- | -------------------- | -------- | ------------ | ----------------- | -------------- |
| 49                                              | NHK 盛岡教育           | 映像100mW/ 音声25mW | 映像690mW/ 音声170mW | 水平偏波 | 全国         | -                 | 1977年 7月20日 |
| 51                                              | NHK 盛岡総合           | 映像100mW/ 音声25mW | 映像690mW/ 音声170mW | 水平偏波 | 岩手県       | -                 | 1977年 7月20日 |
| 53                                              | IBC 岩手放送           | 映像100mW/ 音声25mW | 映像690mW/ 音声170mW | 水平偏波 | 岩手県       | -                 | 1977年 7月20日 |
| 55                                              | TVI テレビ岩手         | 映像100mW/ 音声25mW | 映像690mW/ 音声170mW | 水平偏波 | 岩手県       | -                 | 1977年 7月20日 |
| 57                                              | mit 岩手めんこいテレビ | 映像100mW/ 音声25mW | 映像690mW/ 音声170mW | 水平偏波 | 岩手県       | -                 | -              |
| ※ IATにはチャンネルが割り当てられていなかった。 |                        |                     |                      |          |              |                   |                |

- 所在地： デジタルテレビ放送に同じ
- 2011年7月24日をもってすべて廃止される予定だったが、3月11日に発生した東日本大震災の影響により、2012年3月31日に延期された。